# La Sucrière
La Sucrière és un edifici dedicat a l'art contemporani, situat al número 48 del Quai Rambaud, a la riba del Saona, al barri de la Confluence del 2n districte de Lió.

## Història
Va ser construït l'any 1930 i originàriament s'utilitzava com a fàbrica i magatzem de sucre. Va ser ampliat el 1960 i finalment abandonat el 1990. L'edifici va ser totalment renovat l'any 2003 per l'arquitecte William Vassal per a convertir-lo en un lloc d'exposicions d'art contemporani. Així, es va convertir en la seu principal de la Biennal d'Art Contemporani de Lió a partir de 2007. La seva superfície de 9.000 m² distribuïts en tres plantes alberga una arquitectura complexa i original.
L'any 2008, una exposició de cossos escorxats va provocar una polèmica sobre l'origen dels cadàvers. L'exposició va atreure 4.000 visitants per setmana.